# 바람이 우리를 데려다 주리라
《바람이 우리를 데려다 주리라》(페르시아어: باد ما را خواهد برد)는 1999년 개봉한 이란의 드라마 영화이다. 아바스 키아로스타미가 감독·제작·각본을 맡았다. 1999 베네치아 영화제 심사위원특별대상 수상작이다.